# 粘毛母草
粘毛母草（学名：Lindernia viscosa），为玄参科母草属下的一个植物种。